# Civry-en-Montagne
Civry-en-Montagne is een gemeente in het Franse departement Côte-d'Or (regio Bourgogne-Franche-Comté) en telt 100 inwoners (2009). De plaats maakt deel uit van het arrondissement Beaune.

## Geografie
De oppervlakte van Civry-en-Montagne bedraagt 7,6 km², de bevolkingsdichtheid is dus 13,2 inwoners per km².
De onderstaande kaart toont de ligging van Civry-en-Montagne met de belangrijkste infrastructuur en aangrenzende gemeenten.

## Demografie
Onderstaande figuur toont het verloop van het inwonertal (bron: INSEE-tellingen).